# Jazz Magazine
La revista Jazz Magazine, també coneguda com el “órgano oficial del Hot Club de Barcelona” era una publicació de caràcter mensual i bimensual que seguia l'actualitat de la sala de jazz de la Ciutat Comtal, així com els principals artistes de jazz a nivell mundial. Comptava amb el visat de censura governamental.

## Història
El naixement de Jazz Magazine té el seu origen en la fusió de les revistes Música viva i Mundo musical i el seu centre d'operacions, tant administratiu com periodístic, estava situat a l'antic carrer Cortes. Com a curiositat, cal destacar que malgrat tractar-se d'una revista mensual només es podia adquirir entre el dia 20 i el dia 25 de cada mes. El seu preu aleshores era d'una pesseta. Gràcies a l'acceptació anterior d'aquestes dues, les edicions de Jazz Magazine arribaven a l'Amèrica llatina i a Portugal, entre d'altres.
El primer número es va publicar a l'agost del 1935 i l'últim al juny del 1936, data en la qual van haver de parar les rotatives a causa de l'inici de la Guerra Civil espanyola. Existeix una edició digital completa dels 8 números a l'Arxiu de Revistes Catalanes Antigues. Els originals estan al dipòsit de l'Ateneu Barcelonès. Els redactors en van ser: Pedro Andreu, Emilio de León, That Mouse, Santiago Sató, Antonio Tendes, P. Colomina, Charles Delaunay, José Ribalta, José Olivella, Juan Aragonés, Henk Nielsen Jr., Fausto del Cerro i Jacques Bureau.

## Continguts
Dintre dels continguts de Jazz Magazine es podia trobar un ampli ventall de possibilitats. Existien articles de gran valor sobre composició i instrumentació moderna, sobre tècnica instrumentista i sobre interpretació, notícies del món del jazz, cròniques dels esdeveniments que tenien lloc al Hot Club de Barcelona, crítica dels millors discs del mercat, cròniques de ràdio. També hi destacava de manera notable la publicitat, ja que s'hi publicaven molts anuncis, la majoria de compositors que presentaven les seves partitures, encara que també s'hi oferien luthiers i orquestres.

## Relació amb el Hot Club de Barcelona
El Hot Club de Barcelona, que va ser creat el maig 1935, tenia una activitat frenètica i extensa. Per aquest motiu, es van moltes filials que durant el 1935 van aparèixer per tot Catalunya (Badalona, Calella, Figueres, Granollers, Manresa, Mataró, Rubí, Sabadell, Terrassa, Vic, Vilafranca...). Amb la voluntat de propagar el jazz s'organitzaven disco fòrums, concerts, conferències, projeccions de cinema, programes de ràdio i festivals de jazz. L'empenta del jazz a l'àrea de Barcelona va arribar fins a València, on aquells anys es va crear un Hot Club. Per tant, veient la magnitud que va assolir el Hot Club no és d'estranyar que necessités un mitjà per donar a conèixer la seva activitat, i el que és més important, la seva passió.